# Стауффер, Бренда
Бренда Ли Стауффер (в замужестве — Хоффман) (англ. Brenda Lee Stauffer, 8 апреля 1961, Нью-Холланд, Пенсильвания, США) — американская хоккеистка (хоккей на траве), полевой игрок. Бронзовый призёр летних Олимпийских игр 1984 года.

## Биография
Бренда Стауффер родилась 8 апреля 1961 года в американском районе Нью-Холланд в штате Пенсильвания.
Окончила школу Твин Уолли и университет Иммакулата в Малверне, став магистром в области образования, училась в Пенсильванском университете по специальности «здоровье и физическое воспитание».
Играла в хоккей на траве за команду Пенсильванского университета. В 1982 году была признана лучшей хоккеисткой студенческой ассоциации.
В 1984 году вошла в состав женской сборной США по хоккею на траве на летних Олимпийских играх в Лос-Анджелесе и завоевала бронзовую медаль. Играла в поле, провела 5 матчей, мячей не забивала. 23-летняя Стауффер была самой молодой хоккеисткой команды.
По окончании игровой карьеры вышла замуж и поселилась в Монтоне в Пенсильвании, где работала учителем начальной школы.